# Georgi Todorow (prawnik)
Georgi Georgiew Todorow (bułg. Георги Георгиев Тодоров; ur. 6 maja 1972) – bułgarski menedżer i urzędnik państwowy, z wykształcenia prawnik, w 2021 minister transportu, technologii informacyjnych i komunikacji, w latach 2022–2023 minister ds. e-administracji.

## Życiorys
Ukończył studia prawnicze na Uniwersytecie Gospodarki Narodowej i Światowej. Pracował w sektorze prywatnym jako menedżer. Od 2000 zatrudniony w ministerstwie transportu, technologii informacyjnych i komunikacji. Zajmował stanowisko dyrektora departamentu, a potem wiceministra tego resortu w trzech rządach (2013–2014, 2017). Od 2010 do 2013 kierował natomiast departamentem transportu w administracji miejskiej Sofii. Zasiadał w radach dyrektorów i zarządach różnych podmiotów państwowych, m.in. spółek zarządzających portami, lotniskami oraz pocztą, a także Bulgaria Air. W maju 2021 powołany na urząd ministra transportu, technologii informacyjnych i komunikacji w przejściowym gabinecie Stefana Janewa. Funkcję tę pełnił do września 2021. W sierpniu 2022 został natomiast ministrem ds. e-administracji, dołączając wówczas do technicznego gabinetu Gyłyba Donewa. Pozostał na tym stanowisku w utworzonym w lutym 2023 drugim technicznym rządzie tego samego premiera. Zakończył urzędowanie w czerwcu 2023.

## Życie prywatne
Żonaty, ma troje dzieci.